# Cadafal Faller
Una Falla o Cadafal Faller és una obra artística i satírica amb figures o ninots, al voltant d'una o més figures centrals (anomenats remat) que es planten als carrers durant les festes de les falles. El cadafal té generalment un lema i està ple de cartells per tot arreu amb versos, frases i reclams de caràcter jocós, provocant les rialles de l'espectador.
El cadafal es construeix de materials combustibles (com ara cartó, fusta, paper i teles) perquè, després d'uns dies d'exposició als carrers, es puga cremar completament. Generalment un artista faller és el seu autor.

## Origen i evolució
En el català medieval, la paraula falla servia per anomenar les torxes que es col·locaven dalt de les torres de vigilància. Deriva del llatí facula, torxa. Al Llibre dels Fets, se cita que les tropes del rei en Jaume, portaven falles per il·luminar-se.

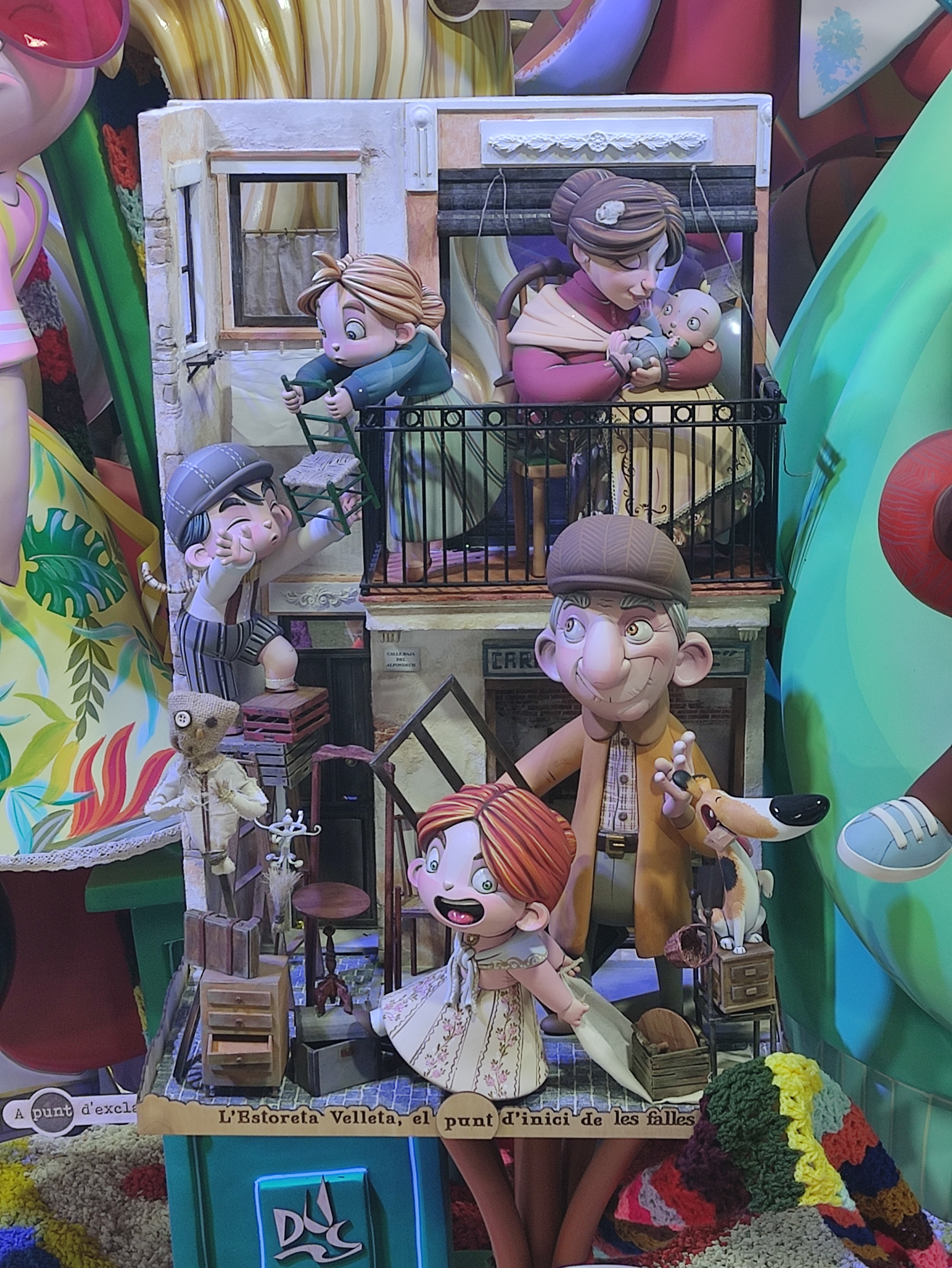
Ninot infantil que fa referència al cant de l'estoreta.

L'origen material del cadafal faller fou la crema de residus dels obradors fusters i dels domicilis particulars. És a dir, una barreja d'una festa gremial i popular. De sovint eren els xiquets, qui feien l'arreplega, d'elements com cadires de boga, mobles vells, graneres o estores d'espart (com diu famosa cançó popular: " Hi ha una estoreta velleta pa' la falla de Sant Josep?"), la vespra de la festa de Sant Josep, patró del gremi de fusters.
Fins ací, la festa de les falles no era molt diferent de les Fogueres d'Alacant, o les fogueres de Sant Joan que es fan arreu d'Europa, o les fogueres de Sant Antoni, molt típiques també de les terres valencianes.
L'especificitat de les falles parteix del fet que és una festa de veïnat, que els mateixos veïns aprofitaren per a fer critica uns dels altres. És la creació dels primers ninots, molt rudimentaris, amb cartells escrits, amb un fi burlesc i satíric. De sovint aquestes crítiques arribaven al poder municipal, a l'església o a l'estat. Podríem trobar un entroncament amb els versets que el poble de Roma enganxava al Paschino o altres escultures de Roma.
Aquesta etapa arriba des de l'inici, incert en el temps de la festa, fins a les últimes dècades del segle xix. Els ninots eren fets de deixalles, paper, fusta i cartró.
És durant el canvi de segle que apareixen els primers ninots, fets amb cos de roba i amb el cap i mans fets de cera. La seua elaboració té molt més treball, podem dir que neix la figura de l'artista faller. Aquesta etapa arriba fins als anys 1920-1930. En aquest moment hi ha una transformació a la festa, amb l'aparició de les figures de motlle de cartró. Més avant descriurem més detalladament el seu procés. Aquesta tècnica va permetre alçar cadafals més alts i arriba pràcticament fins als nostres dies, on encara es realitza, especialment per als ninots més petits i les falles de menys pressupost. Un avantatge i a l'hora inconvenient de la tècnica del motlle és la possibilitat de fer indefinidament el mateix ninot. Per tant, les falles de més pressupost feien motlles originals cada any, que aprofitaven, a menor preu les altres els anys següents, perdent part de la gràcia i la novetat. Però aquest mètode de treball permet la professionalització de l'artista, i la seua dedicació completa a aquest ofici.
Finalment, a partir de la dècada de 1990 va aparèixer la tècnica del poliestirè expandit, que pel seu menor pes permet més alçada als cadafals, i obliga a una major innovació als dissenys.

## Elaboració
Com els cadafals poden ser de gran alçària (sovint més de 10 metres), cal una elaborada tècnica per a construir-les. La primera cosa a fer és l'elaboració d'uns esborrany i potser d'una maqueta, a escala, que ha de ser aprovada per la commissió fallera que paga a l'artista faller.
L'estructura (bastida) es construeix de fusta i després s'utilitzen tota mena de materials (cartó, cera, tela, ...). Tot i que fa anys es podia arribar a utilitzar tela metàl·lica, actualment aquests materials estan prohibits per la Junta Central Fallera. Els ninots es construeixen tradicionalment a partir de motlles, que es fan generalment d'algeps, s'omplin de pasta de paper, que després d'assecats es pinten.
Però avui dia, per comoditat i facilitat de maneig, s'utilitzen nous materials, com ara el Porespan, la resina o la fibra de vidre. Aquests nous materials fan que les falles siguen més lleugeres i els artistes es poden arriscar a crear formes atrevides i innovadores.

### Criticismes dels nous materials
Moltes persones critiquen els nous materials, als que la gent anomena suro blanc, pel fet que el fum negre que ocasionen durant la cremada del cadafal no deixa veure bé la combustió. També es critica la contaminació que produeixen aquests nous materials en contra d'una suposada més lleu contaminació dels materials tradicionals. La Universitat Politècnica de València feu un estudi en el que sembla demostra que, més ben al contrari, el suro blanc contamina menys que els materials tradicionals. L'estudiant de Falles Manuel Sanchis Ambrós feu un estudi en el que assegurava que si bé la combustió del suro és molt més calòria, la combustió de la fusta i dels materials líquids que comporta fer una estructura de fusta és prou més contaminant.

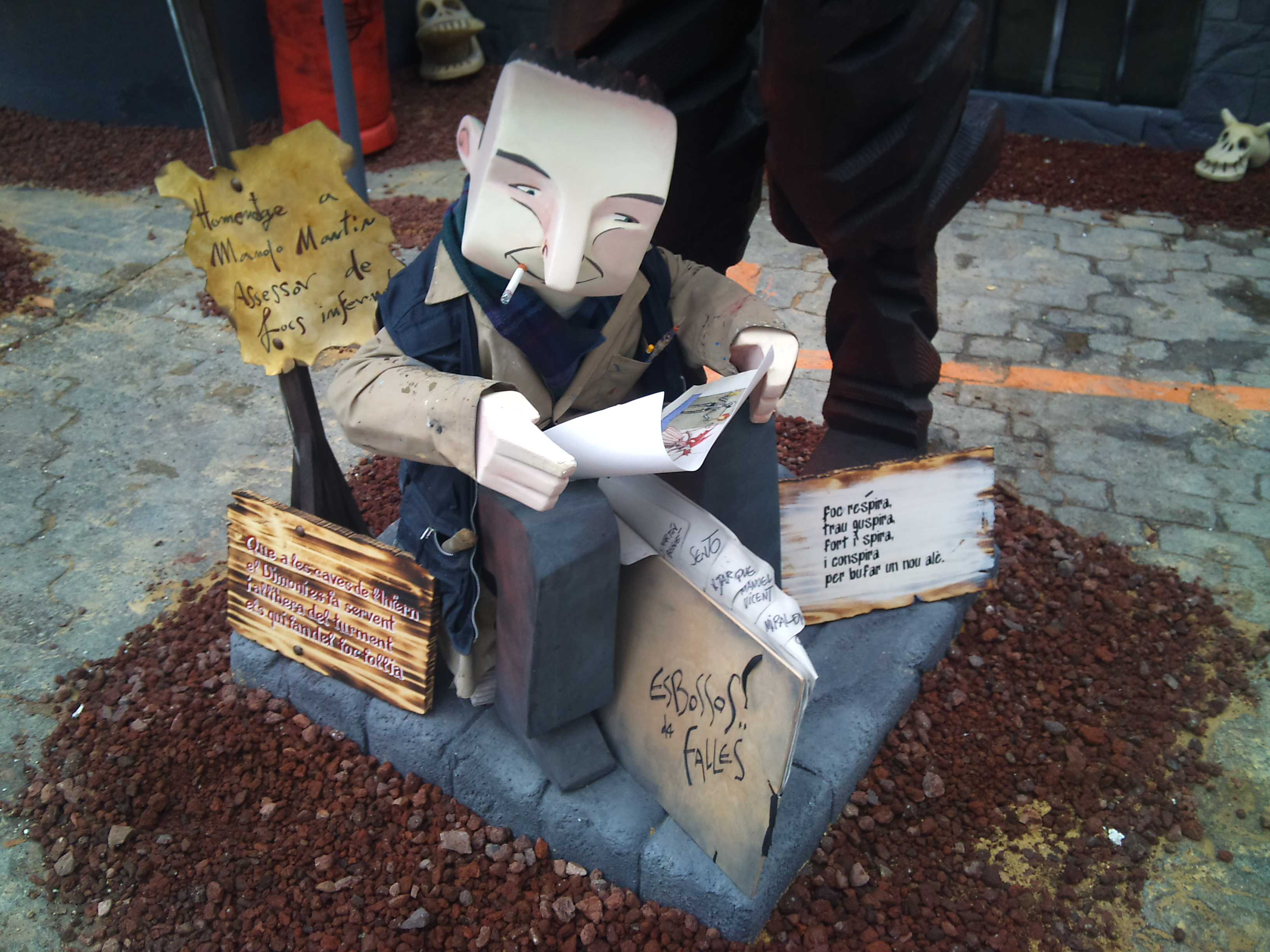
Ninot en homenatge a Manolo Martín López, realitzat al cadafal de Na Jordana de 2011, realitzat pel seu fill Manuel Martín Huguet amb dissenys de Sento Llobell.

També estan els refritos, ninots que es creen amb motlles i es repeteixen a moltes falles durant molts anys. Se solia pensar que amb els nous materials seria més difícil copiar patrons i models donat que no hi ha motlles. Això s'ha demostrat no ser cert, sinó que, a més, ara és més fàcil copiar, ja que els motlles són digitals i cada artista desa els seus al seu ordinador i pot engrandir-los o fer-los menuts fàcilment. Així hem vist falles com la de l'Ajuntament reproduïda l'any següent en menut.

### Experimentació en les falles
Durant els anys vuitanta, sobretot la falla de la Plaça de l'Ajuntament (abans coneguda com del País Valencià, i l'única feta exclusivament amb diners públics, i per tant, fora de competició), introduí una sèrie de canvis experimentals. L'artista Manolo Martín comptà amb la col·laboració del dibuixant de còmics Sento Llobell i del dissenyador Francis Montesinos, el qual vestia els ninots. D'aquesta època es recorden falles com la que reproduïa la façana del consistori valencià o la grua que excavava el terreny i trobava milers de coses. Altra recordada falla de Martín va ser la que va plantar per a Na Jordana en 2001: Pinotxada Universal.

## Parts d'una falla

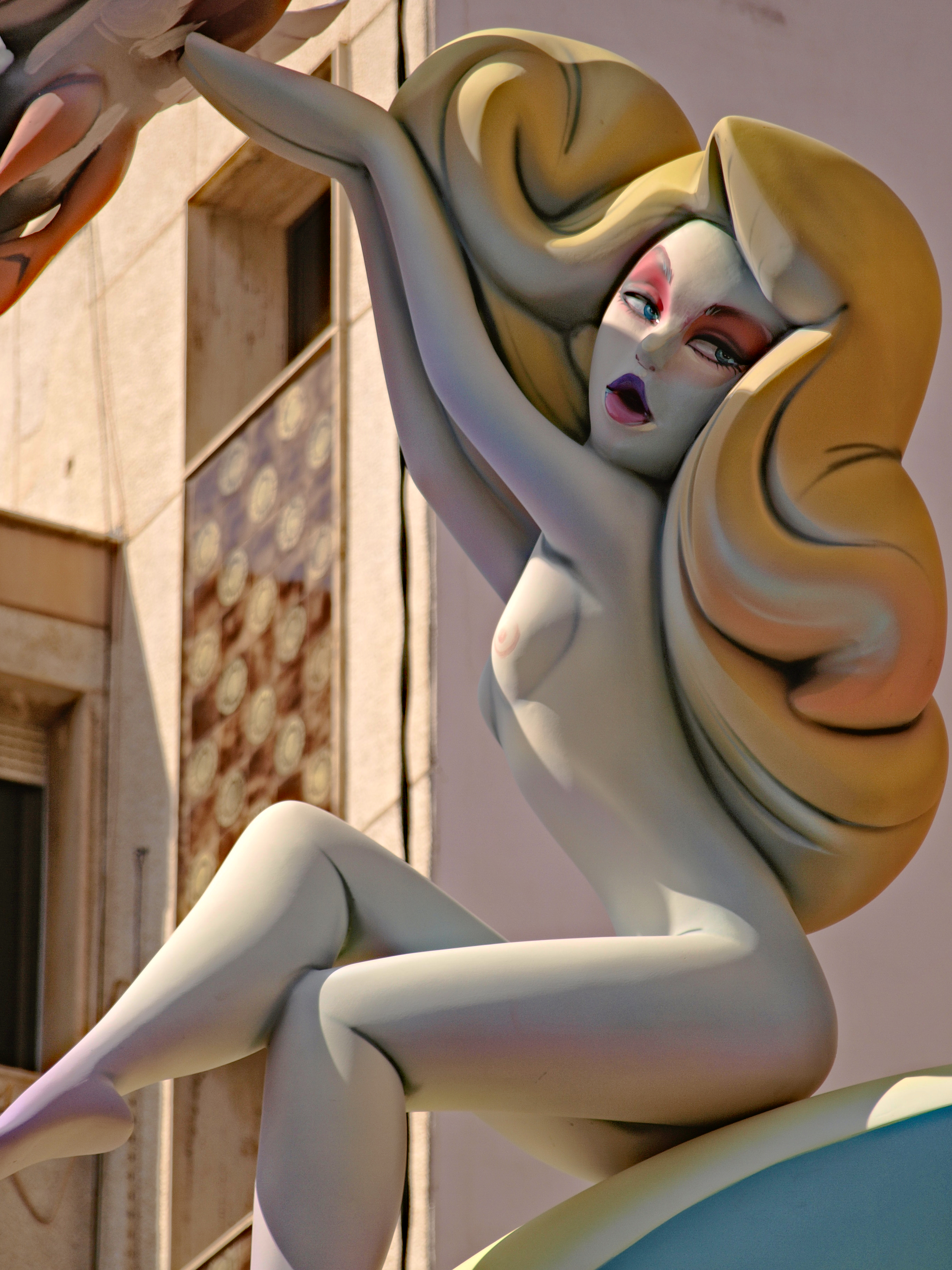
El cos nuet és un tema habitual

Encara que no hi ha una manera concreta de fer una falla, tradicionalment s'ha dividit en les escenes a peu pla que representen diverses situacions generalment crítiques amb algun esdeveniment, i uns ninots més grans que formen el cos central. Un cartell amb alguna rima en valencià conta la temàtica. El remat sol ser una figura damunt de la gran que està al centre de la falla, que representa la temàtica general de la falla i també està l'estructura.
Les falles de secció especial, de major pressupost, no solen seguir eixe patró i poden tindre més d'un remat.

### Temes
La temàtica de les falles ha variat a la llarga de la història: en un principi servien per a criticar fets que ocorrien en els barris de València o temes de caràcter local. Però a poc a poc, i a vegades d'amagat, començaren a criticar personatges de rellevància local. Des de la transició democràtica espanyola, algunes falles toquen temàtiques més globals i critiquen temes de la política i la societat local, autonòmica, estatal i mundial. Tot i això abunden les falles que dediquen llurs crítiques a temes banals com ara la televisió, els famosos, etc.

## Tipus
Cada comissió fallera planta una falla gran i una falla infantil. Aquesta última té reduïdes dimensions i els ninots són més xicotets, i es dedica a temes infantils, on la sàtira i la ironia són menys agudes.

## Premis
Els cadafals fallers reben diferents premis segons les categories de la falla i la temàtica. El Premi més preuat de totes les categories és el Primer Premi de totes les Seccions. Els premis més importants a cada secció són el primer de secció, el primer d'enginy i gràcia i el de falla alternativa. A més, la Generalitat Valenciana, la Diputació de València, les Fogueres d'Alacant i la Junta Gestora de la Magdalena, així com altres entitats privades, també donen els seus propis premis, sovint dotats d'una quantitat econòmica.